# موسوعة الإمام أمیرالمؤمنین علی بن أبی‌طالب علیه‌السلام
موسوعة الإمام أمیرالمؤمنین علی بن أبی‌طالب علیه‌السلام دانشنامه‌ای دربارهٔ علی بن ابی‌طالب اثر باقر شریف قرشی است که در یازده جلد به زبان عربی منتشر شده‌است.